# جورج ريد (موسيقي)
جورج ريد (بالإنجليزية: George Reed)‏ هو موسيقي ومغني أمريكي، ولد في 2 سبتمبر 1922 في مقاطعة كوال في الولايات المتحدة، وتوفي في 9 أكتوبر 2011 في إلميرا في الولايات المتحدة.

## وصلات خارجية
- جورج ريد على موقع ميوزك برينز (الإنجليزية)
- جورج ريد على موقع ديسكوغز (الإنجليزية)